# Eurovoc

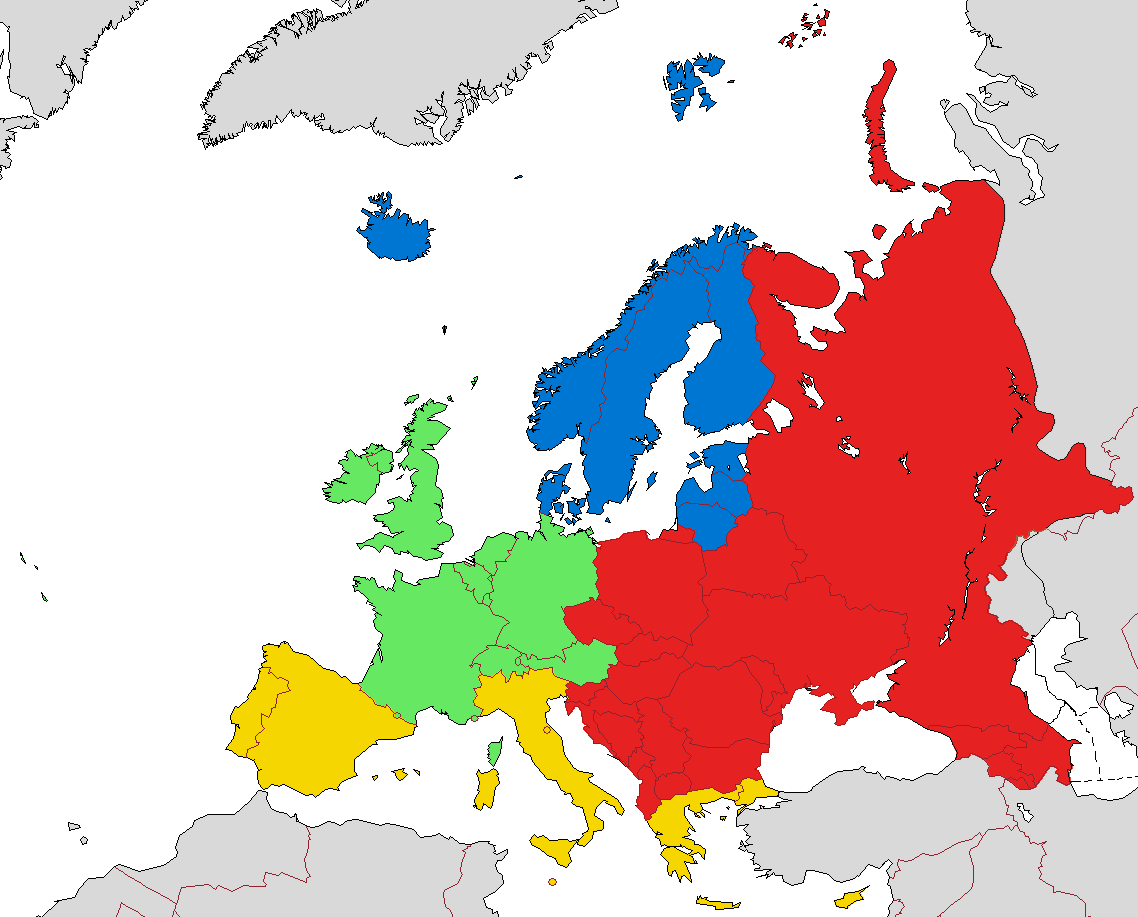
Субрегіони Європи відповідно до Eurovoc:
Центральна та Східна Європа
Північна Європа
Південна Європа
Західна Європа

Eurovoc є багатомовним тезаурусом, що підтримується Видавничим бюро Європейського Союзу. Він існує в 23 офіційних мовах Європейського союзу (болгарська, хорватська, чеська, данська, голландська, англійська, естонська, фінська, французька, німецька, грецька, італійська, угорська, латиська, литовська, мальтійська, польська, португальська, румунська, словацька, словенська, іспанська та шведська) плюс сербська. Eurovoc використовується Європейським парламентом, Бюро офіційних публікацій Європейського Союзу, національними і регіональними парламентами в Європі, деяких національних урядових відомств і європейських організацій. Eurovoc служить основою для доменних імен, що використовуються в базі даних термінології Європейського Союзу: Inter-Active термінології для Європи.